# Menlove Ave.
Menlove Ave. è un album in studio di John Lennon, pubblicato nel 1986.

## Descrizione
Pubblicato postumo, prevalentemente il disco è costituito da brani risalenti alle sessioni di registrazione per l'album Rock 'n' Roll presiedute da Phil Spector (che scappò con i nastri prima della fine dell'album) e poi scartati dalla versione finale. Inoltre sono presenti diverse outtakes di canzoni dell'album precedente di Lennon, Walls and Bridges.
L'album porta il nome della strada di Liverpool in cui aveva vissuto John Lennon con la zia Mimi al numero 251 (Menlove Avenue). 
Il ritratto di Lennon che appare in copertina è un'opera di Andy Warhol risalente a pochi mesi prima l'assassinio di Lennon nel 1980.

## Tracce
Tutti i brani sono opera di John Lennon, eccetto dove indicato.
1. Here We Go Again (John Lennon/Phil Spector) – 4:50
  - Prodotta da Phil Spector nel 1973
2. Rock 'n' Roll People – 4:21
3. Angel Baby (Hamlin) – 3:42
  - Prodotta da Phil Spector nel 1973
4. Since My Baby Left Me (Crudup) – 3:48
  - Prodotta da Phil Spector nel 1973
5. To Know Her Is to Love Her (Phil Spector) – 4:37
  - Prodotta da Phil Spector nel 1973
6. Steel and Glass – 4:10
7. Scared – 4:17
8. Old Dirt Road (John Lennon/Harry Nilsson) – 3:53
9. Nobody Loves You (When You're Down And Out) – 4:29
10. Bless You – 4:05